# Monasterio de San Antonio (Basse-Terre)
El Monasterio de San Antonio (en francés: Monastère Saint-Antoine) es una antigua institución benéfica ubicada en Basse-Terre en el departamento de Guadalupe en las Antillas de Francia. Fundado en 1897 en frente de la Catedral de Nuestra Señora de Guadalupe en la rue de l'Historien-Lacour, es un edificio protegido desde el 2007.
Fue establecido formalmente en 1897 - a petición del obispo Clemente Soulé - por una organización benéfica de la fábrica de Saint-François, como un monasterio que fue pensado para la acogida de personas en necesidad de complementar las deficiencias de los hospitales de la ciudad. Siguió estando en funcionamiento hasta 1985 como hogar de jubilados indigentes. Ahora es propiedad de una asociación unida a la diócesis de Basse-Terre y Pointe-à-Pitre, la Congregación de San Vicente de Paúl (Congrégation Saint-Vincent-de-Paul).
Algunas partes de los edificios, están seriamente dañadas debido a las condiciones climáticas de la isla, y se clasifican como un monumento histórico desde el 4 de mayo de 2007: fachadas de madera y techos, en su totalidad, la capilla con su decoración, elementos varios (lavabo y guardia), etc.